# The Headless Children
The Headless Children é o quarto álbum de estúdio da banda de heavy metal W.A.S.P., lançado pela Capitol Records em 1989. O disco representa uma mudança de direcionamento da banda principalmente em relação ao conteúdo lírico, que ganhou um tom mais sério em contraste com os lançamentos anteriores. O cover de "The Real Me", do The Who, foi considerado pelo guitarrista Pete Townshend, compositor da canção, como uma representação melhor de sua ideia original para a música do que a versão de sua banda.Outro dos singles, "Mean Man", fala sobre o guitarrista Chris Holmes e seu estilo de vida selvagem em relação ao abuso de álcool e drogas.

## Faixas
1. "The Heretic (The Lost Child)" (Blackie Lawless, Chris Holmes) – 7:22
2. "The Real Me" (Pete Townshend - cover de The Who) – 3:20
3. "The Headless Children" (Lawless) – 5:46
4. "Thunderhead" (Lawless, Holmes) – 6:49
5. "Mean Man" (Lawless) – 4:47
6. "The Neutron Bomber" (Lawless) – 4:10
7. "Mephisto Waltz" (Lawless) – 1:28
8. "Forever Free" (Lawless) – 5:08
9. "Maneater" (Lawless) – 4:46
10. "Rebel in the F.D.G." (Lawless) – 5:08

### Faixas bônus da versão de 1998
1. "Locomotive Breath" (Ian Anderson - cover de Jethro Tull) – 2:59
2. "For Whom the Bell Tolls" (Lawless) – 3:47
3. "Lake of Fools" (Lawless) – 5:32
4. "War Cry" (Lawless) – 5:33
5. "L.O.V.E. Machine" (Lawless) – 4:47
6. "Blind in Texas" (Lawless) – 6:23

## Créditos

### Banda
- Blackie Lawless – vocal principal, guitarra base
- Chris Holmes – guitarra solo
- Johnny Rod – baixo, vocais

### Músicos convidados
- Frankie Banali – bateria, percussão
- Ken Hensley – teclados
- Diana Fennel – vocal de apoio
- Lita Ford – vocal de apoio
- Mark Humphreys – vocal de apoio
- Jimi Image – vocal de apoio
- Minka Kelly – vocal de apoio
- Thomas Nellen – vocal de apoio
- Cathi Paige – vocal de apoio
- Mike Solan – vocal de apoio
- Kevin Wallace – vocal de apoio
- Melba Wallace – vocal de apoio
- Ron Wallace – vocal de apoio

## Desempenho nas paradas musicais
| Parada musical (1989)           | Melhor posição |
| ------------------------------- | -------------- |
| Alemanha (Media Control Charts) | 22             |
| Canadá (RPM 100 Albums)         | 76             |
| Estados Unidos (Billboard 200)  | 48             |
| Noruega (VG-lista)              | 13             |
| Reino Unido (UK Albums Chart)   | 8              |